# 下新厝
下新厝，是臺灣南投縣名間鄉的一個傳統地域名稱，位於該鄉中部偏北。相較於今日行政區，其範圍大致包括東湖村西部、新光村東北大半部。

## 歷史
台灣清治末期至日治初期，下新厝地區為一街庄，稱為「下新厝庄」，隸屬於南投堡。該庄北與田仔庄、新街為鄰，東與番仔藔庄為鄰，南邊為湳仔庄，西南邊為頂新厝庄，西邊一小段與赤水庄為界。
1901年（日治明治三十四年）11月，全台廢縣廳改設二十廳，該庄隸屬於南投廳。1903年（明治三十六年）6月，該庄編入「皮仔寮區」，隸屬於南投廳。1909年（明治四十二年）10月，合併二十廳為十二廳，皮仔寮區仍隸屬於南投廳。1920年（大正九年），全台地方制度大改正，廢十二廳改設五州二廳，該庄改制為「新街」大字，隸屬於臺中州南投郡名間庄。
戰後名間庄改制為名間鄉，隸屬於臺中縣，大字亦改制為村。1950年10月，中、彰、投分治，名間鄉改隸屬南投縣。

## 聚落
本地區發展較早的聚落為下新厝、二重埔、虎仔坑，在日治期初期的官方地圖上已有記載。此外，本地區尚有頂厝、水圳頂、樟園仔等聚落。

## 交通
國道3號又稱「福爾摩沙高速公路」，是貫穿台灣西部的兩條縱向高速公路之一，大致以北北東—南南西走向繞彎道轉北北西—南南東走向經過下新厝地區東部邊界外不遠處，並於本地區東側偏南設有名間交流道，可連接省道台3線。由此可快速前往台灣南北各地，或於北側的中興系統交流道轉省道台76線以前往彰化平原。
省道台3線（彰南路）俗稱「內山公路」，是臺北至屏東的平面幹道，大致以北微西—南微東走向轉北北西—南南東走向經過由本地區東北部。由該道路向北微西可前往南投、草屯、霧峰、大里等地；向南南東可前往名間市區、竹山、林內、斗六等地。
鄉道投30線（大厦巷、新厝路）是橫山至虎山坑的道路，其東側端點位於本地區東部虎仔坑聚落南側的省道台3線路口。由此向西蜿蜒而行，於下新厝聚落東北側經鄉道投31線路口後，轉西南西再轉西北，出境後可前往田子西南部、田子與大庄交界地帶、大庄、大庄與廍下交界地帶、大庄與西施厝坪交界地帶、茄苳腳西南端、茄苳腳與西施厝坪交界地帶、西施厝坪與東施厝坪交界地帶並止於縣道139乙線路口。
鄉道投31線是客莊至松柏嶺的道路，大致以北向南由本地北部邊界中央偏東入境後，轉南南西再轉西南，於下新厝聚落東北側經鄉道投30線路口、鄉道投30-1線起點路口後進入聚落，出聚落後續行以至出境。由該道路向北轉東北可前往田子東南端、新街並止於省道台3線路口；向西南可前往頂新厝、松柏坑並止於縣道139乙線路口。
鄉道投30-1線是下新厝至二重埔的道路，其西北側端點位於本地區中部偏西下新厝聚落東北側的鄉道投31線路口。由此向南南東轉東南蜿蜒而行，可前往本地區南端並止於鄉道投36線路口。
鄉道投36線是赤水至中山的道路，大致以西北西—東南東走向轉西南西—東北東走向再轉西北—東南走向經過本地區南端，其間並經過鄉道投30-1線終點路口。由該道路西北西可前往頂新厝北部、赤水並止於縣道139乙線路口；向東南可前往名間市區西北郊並止於縣道139乙線另一路口。

## 學校
- 僑興國小